# 37e parallèle nord
Pour les articles homonymes, voir 37e parallèle.
En géographie, le 37e parallèle nord est le parallèle joignant les points de la surface de la Terre dont la latitude est égale à 37° nord.

## Géographie

### Dimensions
Dans le système géodésique WGS 84, au niveau de 37° de latitude nord, un degré de longitude équivaut à 89,011 km ; la longueur totale du parallèle est donc de 32 044 km, soit environ  80,0% de celle de l'équateur. Il en est distant de 4 097 km et du pôle Nord de 5 905 km,.
Comme tous les autres parallèles à part l'équateur, le 37e parallèle nord n'est pas un grand cercle et n'est donc pas la plus courte distance entre deux points, même situés à la même latitude. Par exemple, en suivant le parallèle, la distance parcourue entre deux points de longitude opposée est 16 022 km ; en suivant un grand cercle (qui passe alors par le pôle nord), elle n'est que de 11 810 km.

### Durée du jour
À cette latitude, le soleil est visible pendant 14 heures et 42 minutes au solstice d'été, et 9 heures et 37 minutes au solstice d'hiver.

### Régions traversées
Le 37e parallèle peut en première approximation être vu comme séparant l'Afrique de l'Europe. En effet, il traverse l'extrême sud de l'Espagne, à proximité notamment de Grenade, et l'extrême nord de l'Afrique, en particulier vers Bizerte en Tunisie ou Collo en Algérie. Il traverse également la Sicile, la Grèce, le sud de la Turquie, le Nord de l'Iran, le sud du Turkménistan, le Nord de l'Afghanistan, l'extrême sud du Tadjikistan et le centre nord de la Chine, le nord de la Corée du Sud et le centre du Japon. Aux Etats-Unis, il passe au sud de San José en Californie, au sud de l'Utah, du Nevada, du Kansas, par le Missouri, le sud de l'Indiana et le centre de la Virginie. 

## Frontières
Aux États-Unis, le 37e parallèle nord définit une partie de la frontière de plusieurs États américains :
- entre l'Utah et l'Arizona,
- entre le Colorado et le Nouveau-Mexique,
- entre le Colorado et l'Oklahoma,
- entre le Kansas et l'Oklahoma.